# 조이스 테일러
조이스 테일러(Joyce Taylor, 본명: Joyce Crowder, 1932년 9월 4일 ~ )는 미국의 배우, 텔레비전 배우, 영화배우이다. 1950년대와 1960년대 대부분 영화와 TV 시리즈에 주연으로 출연하였다. (일부 다른 출처에 따르면 조이스 테일러의 태어난 날은 1937년 9월 14일이다.)

## 영화
- 미녀와 야수 (1962년)
- 아틀란티스, 사라진 땅 (1961년)
- 연방 경찰 (1959년)
- 선셋 77번가 (1958년)
- 이유없는 의심 (1956년)